# Benjamin Dyster
Benjamin Dyster eller Benjamin Düster, "den föregivne Karl XII", född i slutet av 1600-talet (enligt vissa källor omkring 1682) i Lappvesi socken i Viborgs län, död 29 augusti 1730 på Danviks dårhus, var en svensk äventyrare som 1724 utgav sig för att vara den svenske kungen Karl XII.  

## Biografi

### Tidiga år
Benjamin Dyster var son till länsmannen Carl Duster i Lappvesi. I en skrivelse till Fredrik I uppgav han att han först hade varit guldsmedslärling och därpå inträtt i krigstjänst under stora nordiska kriget som underofficer vid ett finskt regemente, hamnat i rysk fångenskap, lyckats fly, samt anlänt till Karl XII i Bender där han avslöjat en komplott mellan Peter den store och den turkiske storvesiren riktad mot kungen.

### Vistelse i Stockholm och Uppsala
Efter freden 1721 avskedades han och blev därigenom arbetslös och fattig. Omkring 1715 var han i Riga, där han gifte sig under det uppiffade namnet von Düsterstein. Han arbetade 1724 en tid i Visby och kom samma år till Stockholm, där han åtskilliga gånger utan framgång lämnade in anhållan om att dels återbördas gods som han uppgav tillhörde honom, dels att erkännas adjutants grad.
I en skrivelse till Fredrik I berättade han hur han kommit till Karl XII i Bender och hur kungen, som tack för att han avslöjat komplotten mellan tsar Peter och storvesiren, hade gett honom en fullmakt på adjutantsbeställning vid drabantkåren. Tyvärr hade han dock under en hemlig beskickning genom Ryssland en dag plötsligt tvingats kasta fullmakten på elden för att undgå upptäckt, uppgav Dyster. Inlagan slutade med en anhållan att av svenska regeringen bli "hulpen och undsatt" i den nöd han nu befann sig i.
Efter att ha misslyckats med försöken att tillförsäkra sig underhåll lämnade Dyster huvudstaden. Han tog med sig sin sjuårige son och en trogen piga vid namn Magdalena Lindberg, som han hade anställt i Stockholm, och flyttade i november 1724 till Uppsala. Under sina vandringar i Uppland utgav han sig för att vara Karl XII (som dog 1718) och påstod att han av hemliga orsaker hittills hållit sig undangömd, att han hade kommit för att återta sin förlorade tron, samt att det inte hade varit kungens lik, utan en stupad soldat, som herrarna låtit begrava i Riddarholmskyrkan. Han förklarade också att han ämnade bege sig till Dalarna för att få hjälp av dalkarlarna. Han var i själva verket tio år äldre än Karl XII.

### I fångenskap

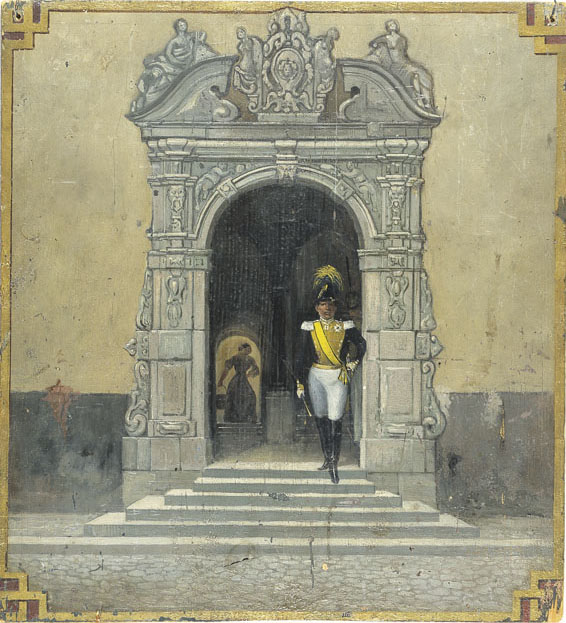
Porten till Kastenhof. Målning av Carl Stefan Bennet 1853.

Händelsen väckte stor uppståndelse och det rapporteras att Uppsalaborna "hopetals strömmade till" för att få se den återuppståndne hjältekungen. När han såg att hans påhitt gjorde verkan på folket lät han skriva till dalkarlarna att tåga till Stockholm och skickade till landshövdingen i Uppsala, friherre Fredrik Magnus Cronberg, en formell skrivelse, undertecknad "Carolus" och kontrasignerat "E. I. H." Landshövdingen beslutade då att kalla upp Dyster till förhör på slottet. Äventyraren framhärdade i att han var Karl XII, och landshövdingens diagnos blev att Dyster var galen. Men då det trots allt handlade om "förräderi och uppror" fann Cronberg bäst att skicka den förmente hjältekungen fängslad till Stockholm. Han blev insatt på Kastenhof vid nuvarande Gustav Adolfs torg.
Dyster ställdes i december 1724 inför rätta vid en kommission. Han försökte först förklara bort alltsammans med att det var ett skämt och försökte även ge sken av att han var sinnesrubbad. På förfrågan vad han menade med underskriften och undertecknarens initialer svarade han att det skulle betyda Carolus Er I Himmelen.  
Även i Stockholm väckte Dyster stort uppseende, och ett stort antal människor tog sig till Kastenhof för att få se honom. Genom luckan på fängelsedörren kunde de även tala med Dyster, och den påstådde kungen kom med löften om belöningar till dem som ville hjälpa honom till makten. Han antog också kungliga manér och använde alltid majestätsformen "Vi" om sig själv. En trogen hjälp hade han i sin piga, som fullt och fast trodde att det var Karl XII hon tjänade. Det saknades inte heller personer som var villiga att hjälpa sin hjälte i hopp om framtida belöningar. Bland dem var en gardist och en skräddare, av vilka den senare enligt Dysters påstående ska ha fått löfte om att bli kungligt råd när kungen återträdde på sin tron.
Från fängelset skrev han 1725 till dalkarlarna, uppmanade dem till uppror och undertecknade brevet "C. R. S." ("Carolus, rex Sueciæ", 'Karl, Sveriges konung'). Han lovade stora förmåner om dalkarlarna ville befria sin "gambla stamfader Carolus" ur fängelset och stå honom bi, såsom de tidigare bistått Gustav Vasa. Med detta brev skickade han en trädgårdsmästare till Dalarna. Men ingen av de riksdagsmän och andra mer framstående personer som trädgårdsmästaren pratade med tycks ha satt någon tro till Dysters påståenden. Överstelöjtnant Leijonhufvud vid Dalregementet fick genom en soldat vetskap om att en man reste omkring och utgav sig för att ha ett brev från Karl XII till allmogen i Dalarna, och att mannen i fråga "redan skolat bragt någre av den enfaldige och snart förförde hopen uppå åtskillige galne tankar". Leijonhufvud satte sig då i en släde, tog med sig länsmannen och ett par andra personer och följde efter trädgårdsmästaren, som på vägen till Mora blev upphunnen och tagen i förvar. Därpå förhörde landshövdingen honom, och de dalkarlar som hjälpt honom på väg fick ett skarpt förmaningstal. De urskuldade sig dock med sin "fåkunnog- och enfaldighet".
När rapporterna om händelserna i Dalarna nådde regeringen blev konung Fredrik I bekymrad och fruktade att det hela kunde "uti hela landet förorsaka en stor irring bland det gemena folket". Myndigheterna fick befallning att genast arrestera de personer i huvudstaden som var inblandade i saken och hålla förhör med dem. De dalkarlar som verkat för Dysters sak fick resa till Stockholm för att med egna ögon förvissa sig om att den föregivne Karl XII inte var den verklige hjältekonungen. De fick med sig en gammal avskedad soldat från Dalregementet som ofta både sett och talat med den verklige Karl XII, och de kom fram till att Dyster "ej det ringaste var lik salig konungen". För övrigt förklarade de att de egentligen aldrig hade trott det utan alltid "önskat, att deras nådige konung och höga överhet måtte i beständigt välmående länge leva".

### Dom och sista år

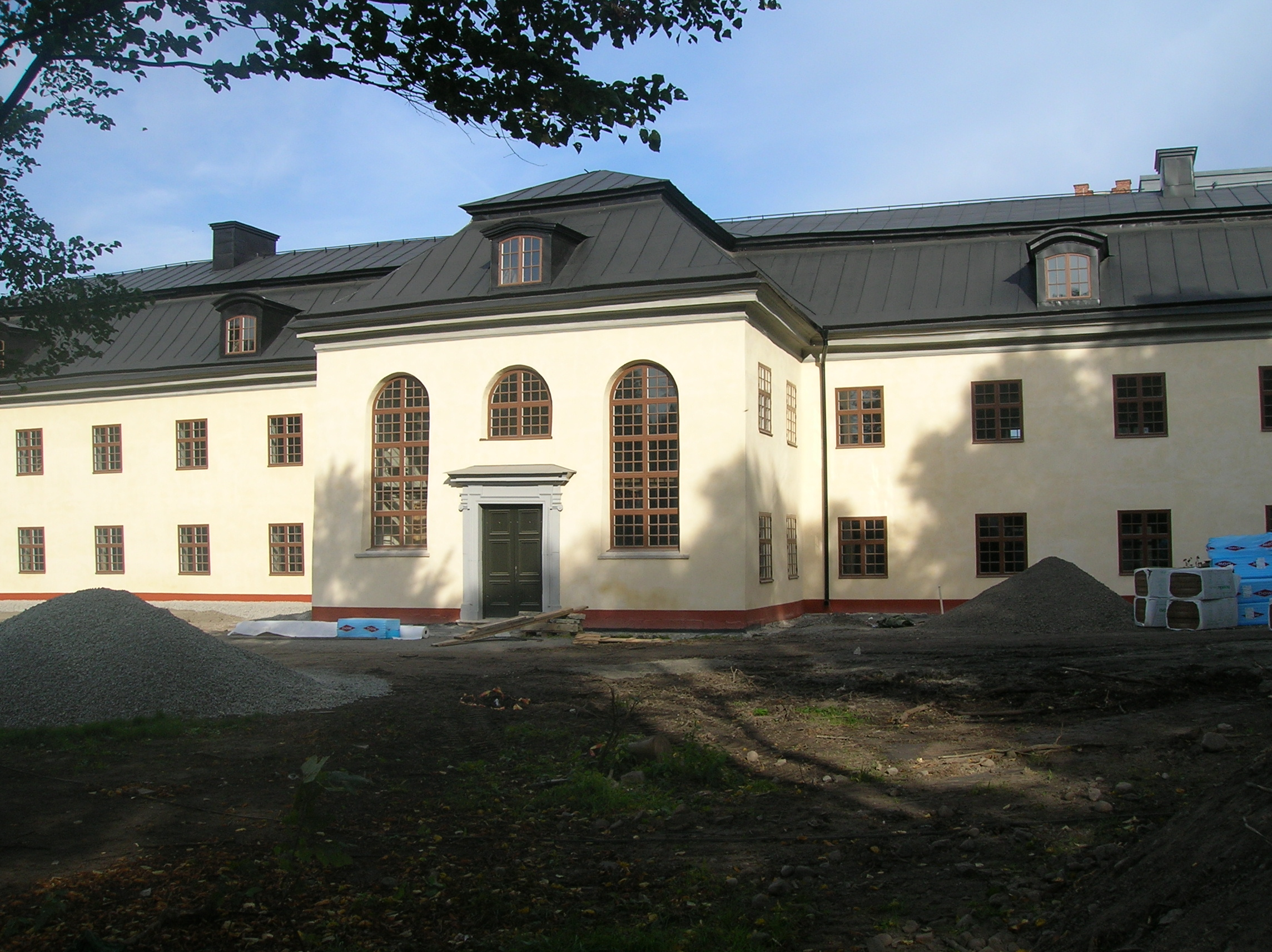
Danviks hospital, september 2009.

Den kommission som tillsattes för att döma i målet kom fram till att Dyster "intet alltid är sina sinnen mäktig utan varder skovtals än mer och än mindre med fantasier och vansinnighet ansatt". Därför blev han förskonad från dödsstraff och dömdes i stället till tre dagars skampåle på Stockholms torg. Därefter inspärrades han som sinnesrubbad på Danviks dårhus. Hans två medhjälpare dömdes först till döden men mildrades till större och mindre kroppsstraff. Magdalena Lindberg fick offentligen slita ris på Södermalmstorg och blev därefter insatt på tukthus. Alla de dalkarlar som varit inblandade i saken frikändes dock.
Dysters hustru anhöll i maj 1726 om att få föra honom till Riga, vilket beviljades. Stadsrådet i Riga vägrade dock att ta emot honom så han och hans hustru och fyra barn skickades tillbaka till Stockholm. Den 13 juli blev han åter insatt på Danviken, där han dog den 29 augusti 1730.